# Міріам Спітері Дебоно
Міріам Спітері Дебоно (мальт. Miriam Spiteri Debono; нар. 25 жовтня 1952, Вікторія, Мальта) — мальтійський політик, 11-й президент Мальти з 4 квітня 2024 року. 
Вона перша гоцітанська жінка, обрана на цю посаду. 
Спітері Дебоно також була спікером Палати представників Мальти

у 1996-1998 рр. і першою жінкою, яка обійняла цю посаду 
.

## Раннє життя та кар'єра
Спітері Дебоно, уроджена Міріам Заміт, народилася у Вікторії, Гоцо, в сім'ї Павла Замміта і його дружини 
. 
Вона здобула офіційну освіту в дитинстві на острові Гоцо, а потім навчалася в Мальтійському університеті, де вивчала англійську літературу та лінгвістику, який закінчила в 1973 р. 
. 
Вона також вивчала юриспруденцію і в 1980 здобула диплом державного нотаріуса 
.
Її перші призначення на державну посаду включали посаду голови правління кооперативів та члена-засновника Комісії з гендерної рівності 
.
Вона була кандидатом від Лейбористської партії Мальти на п'яти парламентських виборах (1981, 1987, 1992, 1996, 2003), але так і не була обрана 
. 
Проте в 1982 році вона була обрана членом національного виконавчого органу партії 
.
Спітері Дебоно обіймала посаду президента жіночої секції Лейбористської партії в 1993 — 1996 рр. 
.
У вересні 1996 року прем'єр-міністр Альфред Сант призначив Спітері Дебоно спікером Палати представників Мальти 
.
Вона стала першою жінкою, яка обійняла цю посаду на Мальті, і в жовтні 1998 року її змінив Антон Табоне 
.
У січні 2023 року Націоналістична партія запропонувала їй посаду комісара за стандартами, проте вона відмовилася офіційно розглядатися на цю пропозицію, заявивши, що не підходить для цієї посади та не зацікавлена у ній [11] .

## Президентство
21 березня 2024 стало відомо, що Спітері Дебоно є основним кандидатом на посаду президента Республіки Мальта 
. 
Наступного тижня це було підтверджено у спільній заяві, опублікованій канцеляріями прем'єр-міністра та лідера опозиції 

Палата представників Мальти одноголосно проголосувала за обрання Спітері Дебоно 11-м президентом Мальти 27 березня 2024 року, ставши першим президентом, обраним з використанням нових конституційних реформ 2020 року, включаючи нову вимогу про схвалення кандидатури президента двома третинами голосів парламенту 
.
Її інавгурація відбулася 4 квітня 2024 
.

## Особисте життя
Більшу частину свого дорослого життя Спітері Дебоно прожила в Біркіркарі, Мальта 
. 
Вона одружена з нотаріусом Ентоні Спітері Дебоно, і у них троє дітей: Олена, Джордж та Марія Крістіна. 
У Спітері Дебоно та її чоловіка четверо онуків: Олександра, Пол, Піппа та Беппе 
..

## Вшанування
- Великий магістр та почесний кавалер Мальтійського національного ордену «За заслуги», по праву президента Мальти
- Великий магістр ордену «На благо Республіки», по праву президента Мальти